# Государственная граница Германии
Государственная граница Германии проходит через девять государств и простирается на 3621 километр. Наибольшую протяжённость составляет государственная граница с Австрией.

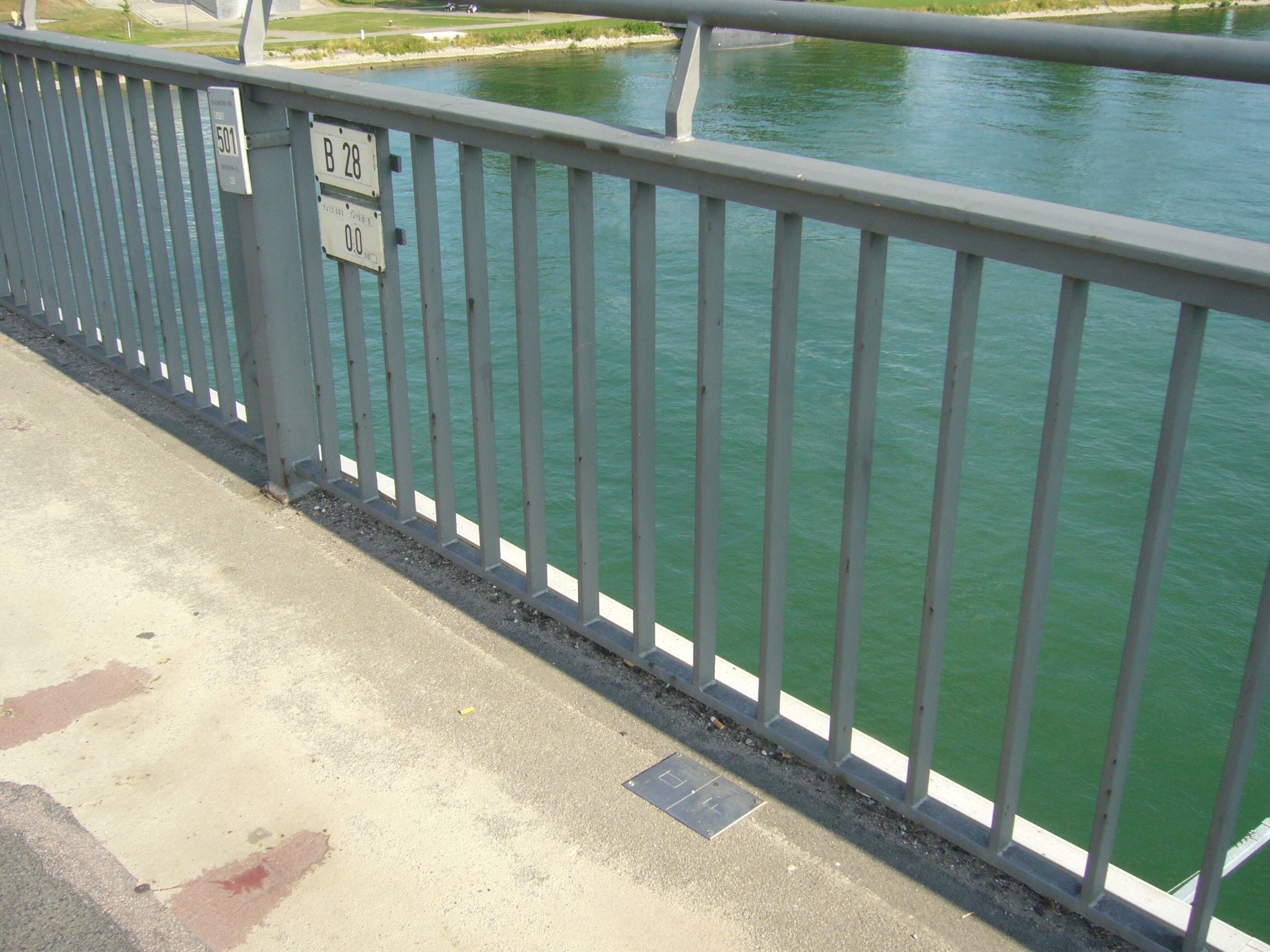
Линия границы на мосту Европы через Рейн между германским Келем и французским Страсбургом

## Общая протяжённость
Общая длина государственной границы Германии составляет 3621 километр, в том числе:
- Бельгия — 167 км
- Дания — 68 км
- Франция — 451 км
- Люксембург — 138 км
- Нидерланды — 577 км
- Австрия — 784 км
- Польша — 456 км
- Швейцария — 334 км
- Чехия — 646 км

## Приграничные города

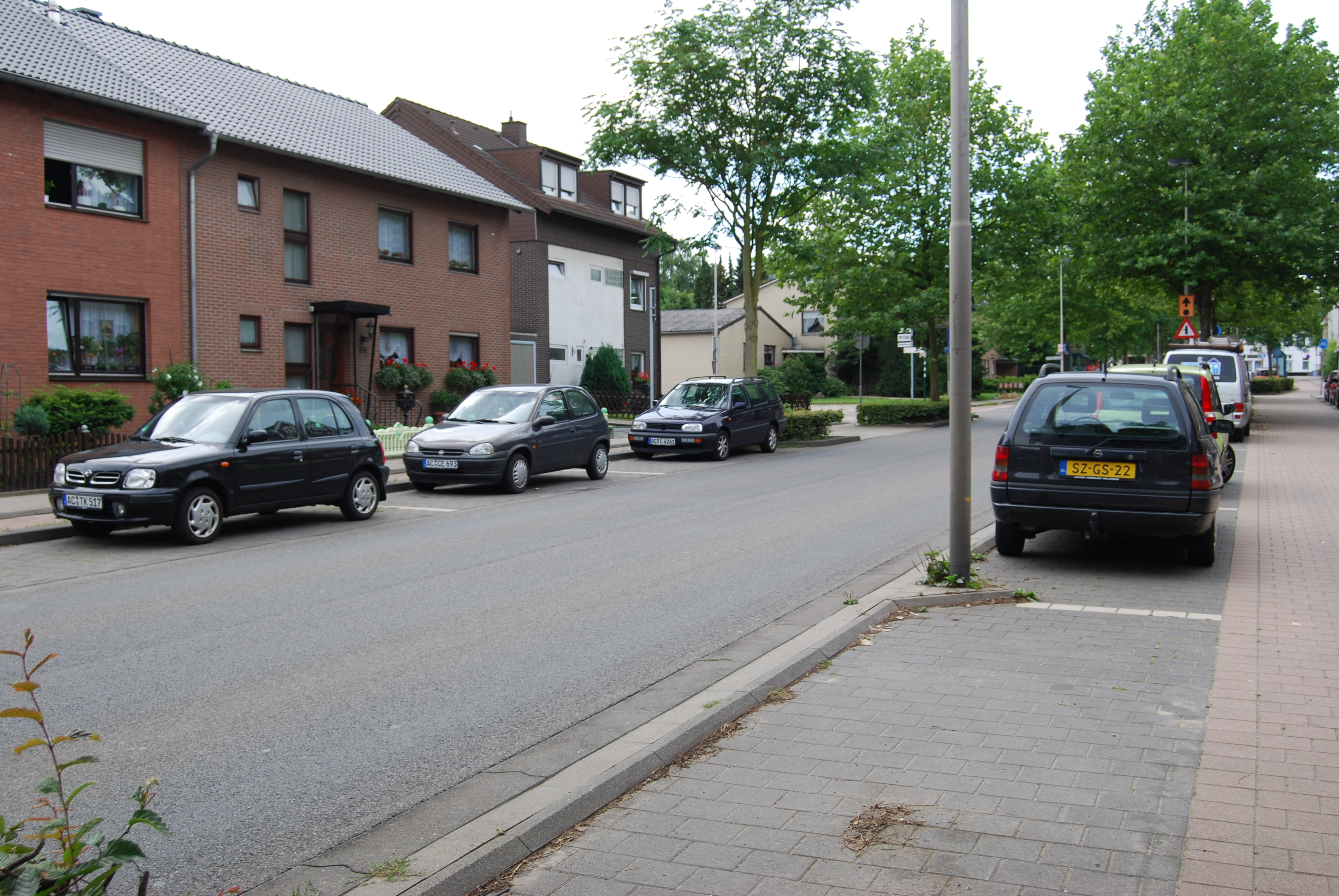
Херцогенрат/Керкраде. Левая часть улицы — Германия, правая — Нидерланды

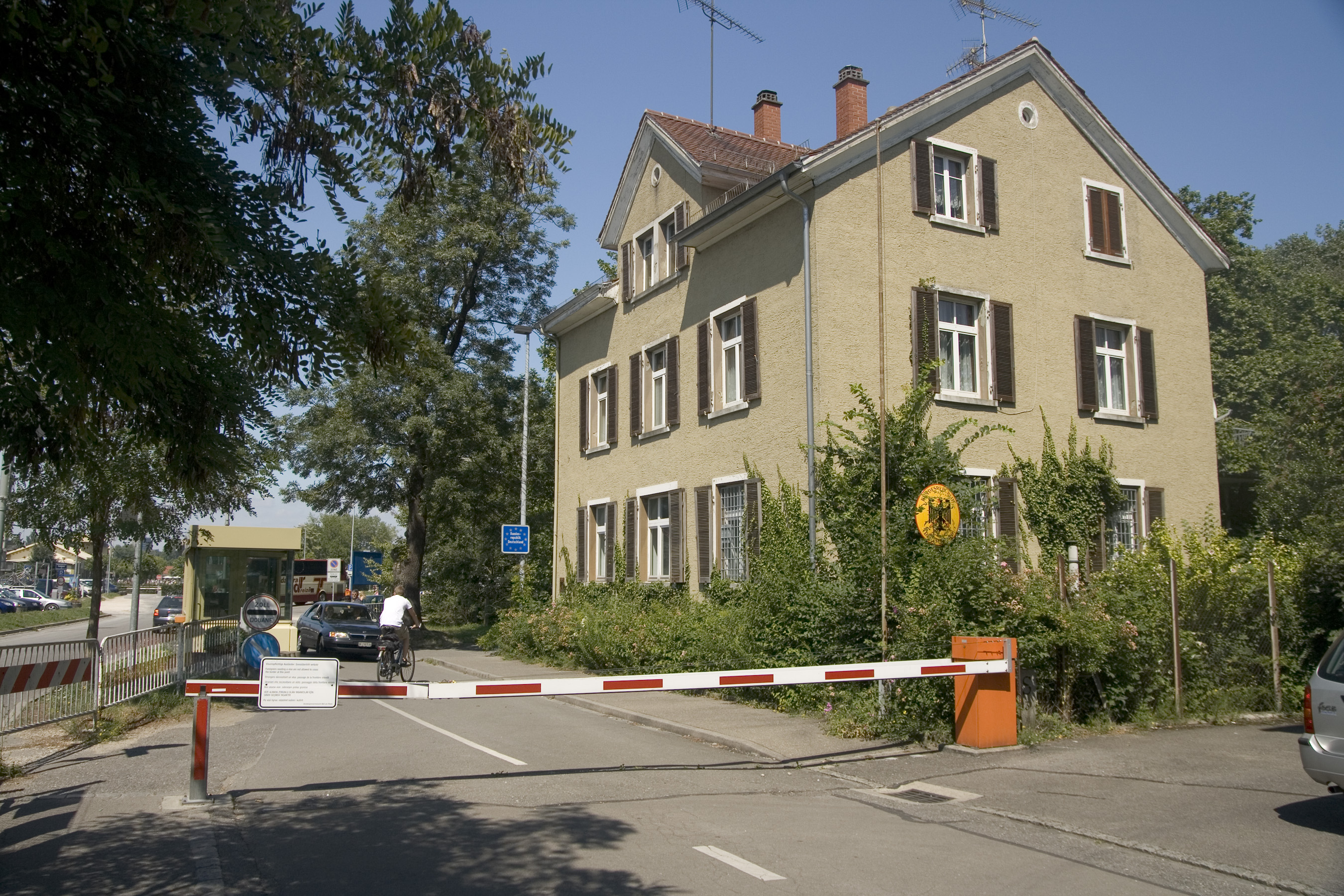
Вид из швейцарского Кройцлингена на германский Констанц

Несколько городов в Германии расположены непосредственно на границе с соседними государствами, а некоторые из них отделены от заграничных городов лишь рекой или даже одной улицей:
- Херцогенрат разделён одной улицей с нидерландским городом Керкраде
- Гёрлиц разделён рекой с польским Згожелецем
- Байериш-Айзенштайн непосредственно граничит с Чехией
- Констанц непосредственно примыкает к швейцарскому Кройцлингену
- Кель отделён рекой от французского Страсбурга
- Фленсбург расположен на границе с Данией
- Саарбрюккен граничит с Францией
- Пассау расположен на границе с Австрией

## Эксклавы Германии
В Германии имеется несколько эксклавов:
- Бюзинген-ам-Хохрайн является эксклавом на территории Швейцарии.
- Руицхоф[нем.], Мютцених, Рётгенер Вальд и Мюнстербильдхен окружены территорией Бельгии.